# ミオ・アモーレ
『ミオ・アモーレ』は、平原綾香の20枚目のシングル。

## 解説
2009年第3弾シングルで、クラシック音楽とのクロスオーバー曲を集めたアルバム『my Classics!』の先行シングル。
タイトル曲「ミオ・アモーレ」は、ナポリ民謡として親しまれる楽曲「カタリ・カタリ」（Core 'ngrato, サルヴァトーレ・カルディッロ作曲）と、オペラ『トゥーランドット』作中で歌われるアリア「誰も寝てはならぬ」（Nessun dorma, ジャコモ・プッチーニ作曲）の旋律を組み合わせ、平原自身が作詞を行った楽曲で、平原初のラヴソングである。平原はこの曲で『第60回NHK紅白歌合戦』に出場し、ロック・ミュージシャンのROLLYがサポート・ギタリストとして共演した。
カップリング曲「Moldau」は、ベドルジハ・スメタナ作曲の交響詩『わが祖国』第2曲「ヴルタヴァ（モルダウ）」の旋律に歌詞をつけた楽曲である。

## 収録曲
（全作詞：平原綾香／編曲：坂本昌之）
1. ミオ・アモーレ [4:09]
作曲：カルディッロ（イタリア語版）・プッチーニ
TBS系「ひるおび!」2009年9月期エンディングテーマ
TBS系ドラマ『オルトロスの犬』挿入歌
2. Moldau [3:49]
作曲：スメタナ
3. ミオ・アモーレ (Inst.) [4:09]
4. Moldau (Inst.) [3:50]

## 楽曲の収録アルバム
- my Classics!（#1, #2）